# 万世徳
万世徳（朝鮮語: 만세덕）は、中国明の軍人であり、朝鮮氏族の江華万氏の始祖である。明の経理使を務めていた時に壬辰倭乱が勃発、明の援軍として李氏朝鮮に派兵された。
万世德の先祖は、中国漢の明帝の28将軍の一人であった万脩である。